# Виктор II Амадей фон Ратибор
Виктор II Амадей херцог фон Ратибор, княз фон Корвей, принц фон Хоенлое-Шилингсфюрст (на немски: Victor II Amadeus Herzog von Ratibor, Fürst von Corvey, Prinz von Hohenlohe; * 6 септември 1847, замък Рауден, Рачибужки окръг, Силезия; † 9 август 1923, Корвей) е немски племенен господар и пруски политик и генерал. Той е принц на Хоенлое-Шилингсфюрст, 2. княз на Корвей в Прусия и 2. херцог на Ратибор в Силезия.

## Живот
Виктор II Амадей произлиза от род Хоенлое-Шилингсфюрст и е големият син на Виктор I херцог фон Ратибор, 1. княз фон Корвей, принц фон Хоенлое-Шилингсфюрст (1818 – 1893), и принцеса Мария Амалия София Вилхелмина фон Фюрстенберг (1821 – 1899), дъщеря на княз Карл Егон II фон Фюрстенберг (1796 – 1854) и принцеса Амалия фон Баден (1795 – 1869), дъщеря на велик херцог Карл Фридрих фон Баден (1728 – 1811).
Виктор следва право в университетите в Берлин, Бон и Гьотинген. След промовирането му за доктор по право той влиза в пруската войска в Потсдам. През 1870/1871 г. участва във Френско-германската война. Между 1873 и 1876 г. той работи в немското посолство във Виена.
На 30 януари 1893 г. Виктор II Амадей става 2. херцог на Ратибор и 2. княз на Корвей.
От 1897 до 1921 г. той е председател на народното събрание на Силезия и Прусия. От 1893 г. е член на „Пруския Херенхауз“, а от 1896 до 1904 г. е председател на „Новата Фракция“.
Виктор II Амадей умира на 75 години на 9 август 1923 г. в Корвей.

## Фамилия
Виктор II Амадей се жени на 19 юни 1877 г. във Виена за графиня Мария Агата Гобертина фон Бройнер-Енкевойрт (* 23 август 1856, Графенег, Австрия; † 25 юни 1929, замък Рауден), дъщеря на граф Август Йохан Евангелист Карл Боромаус Йозеф Бройнер-Енкевойрт (1828 – 1894) и графиня Мария Агата Франциска Лудовика Стефани Сзехени (1833 – 1920). Те имат четири деца:
- Виктор III (* 2 февруари 1879, Рауден; † 11 ноември 1945, Корвей), 3. херцог на Ратибор и 3. княз на Корвей/фон Хоенлое-Шилингсфюрст; женен на 19 ноември 1910 г. в Мюнхен за принцеса Елизабет Паулина Георгина Мария Нотгера фон Йотинген-Йотинген и Йотинген-Шпилберг (* 31 октомври 1886, Йотинген; † 2 октомври 1976, Йотинген), дъщеря на княз Франц Албрехт фон Йотинген-Йотинген и Йотинген-Шпилберг (1847 – 1916) и принцеса София фон Метерних-Винебург (1857 – 1941), имат шест деца
- Йоханес/Ханс Константин Мария Гобертус принц фон Хоенлое-Шилингсфюрст, принц фон Ратибор и Корвей (* 8 март 1882, Рауден; † 5 януари 1948, дворец Валерсдорф, Австрия), женен на 17 януари 1918 г. във Виена за принцеса Габриела фон Виндиш-Грец (* 7 януари 1898; † 12 март 1992), дъщеря на принц Хуго фон Виндиш-Грец (1854 – 1920) и принцеса Кристина фон Ауершперг (1866 – 1962)
- Агата Шарлота Паулина Мария фон Хоенлое-Шилингсфюрст, фон Ратибор и Корвей (* 24 юли 1888, Рауден; † 12 декември 1960, Визбаден), омъжена на 8 юни 1910 г. в Потсдам за принц Фридрих Вилхелм Пруски (* 12 юли 1880, Каменц; † 9 март 1925, Вайсер Хирш до Дрезден), син на принц Албрехт Пруски (1837 – 1906) и принцеса Мария фон Саксония-Алтенбург (1854 – 1898)
- Маргарета Елеонора Амелия Августа Клотилда Кристиана Мария фон Хоенлое-Шилингсфюрст, фон Ратибор и Корвей (* 3 март 1894, Рауден; † 23 май 1973)